# DBeaver
DBeaver는 SQL 클라이언트이자 데이터베이스 관리 도구이다. 관계형 데이터베이스의 경우 JDBC API를 사용하여 JDBC 드라이버를 통해 데이터베이스와 통신한다. 그 밖의 데이터베이스(NoSQL)의 경우 사유 데이터베이스 드라이버를 사용한다. 자동 완성과 구문 강조를 지원하는 편집기를 제공한다. 이클립스 플러그인 구조 기반의 플러그인 아키텍처를 제공함으로써 애플리케이션 동작 중 상당수를 수정하여 데이터베이스에 특화된 기능이나 데이터베이스에 독립적인 기능들을 제공할 수 있게 한다. 이것은 자바로 작성된 데스크톱 애플리케이션이며 이클립스 플랫폼에 기반을 둔다.
DBeaver는 아파치 라이선스로 배포되는 자유 오픈 소스 소프트웨어이다.

## 역사
DBeaver는 2010년에 취미 프로젝트로 시작되었다. 보기 좋은 편리한 UI를 가지면서 데이터베이스 개발자들에게 자주 쓰이는 기능을 포함하는 자유, 오픈 소스로 계획되었다. 최초 공식 릴리스는 2011년 프리코드에 있었다. 빠르게 오픈 소스 커뮤니티의 도구로 대중화되었다.
같은 해 공식 웹사이트가 설립되었고 커뮤니티 지원 포럼(현재는 깃허브로 이동됨)이 만들어졌다. 2012년에 이클립스 플러그인 버전이 출시되었고 그 뒤로 DBeaver는 이클립스의 가장 대중적인 데이터베이스 확장 기능 가운데 하나로 되었다.(모든 이클립스 확장 기능 중 상위 50~60)

## 지원 플랫폼 및 언어
DBeaver는 크로스 플랫폼 도구로서 이클립스가 지원하는 플랫폼에서 동작한다(마이크로소프트 윈도우, 리눅스, macOSX, 솔라리스). DBeaver는 영어, 한국어, 중국어, 러시아어, 이탈리아어, 독일어로 이용할 수 있다.

## 같이 보기
- HeidiSQL